# Kahlúa

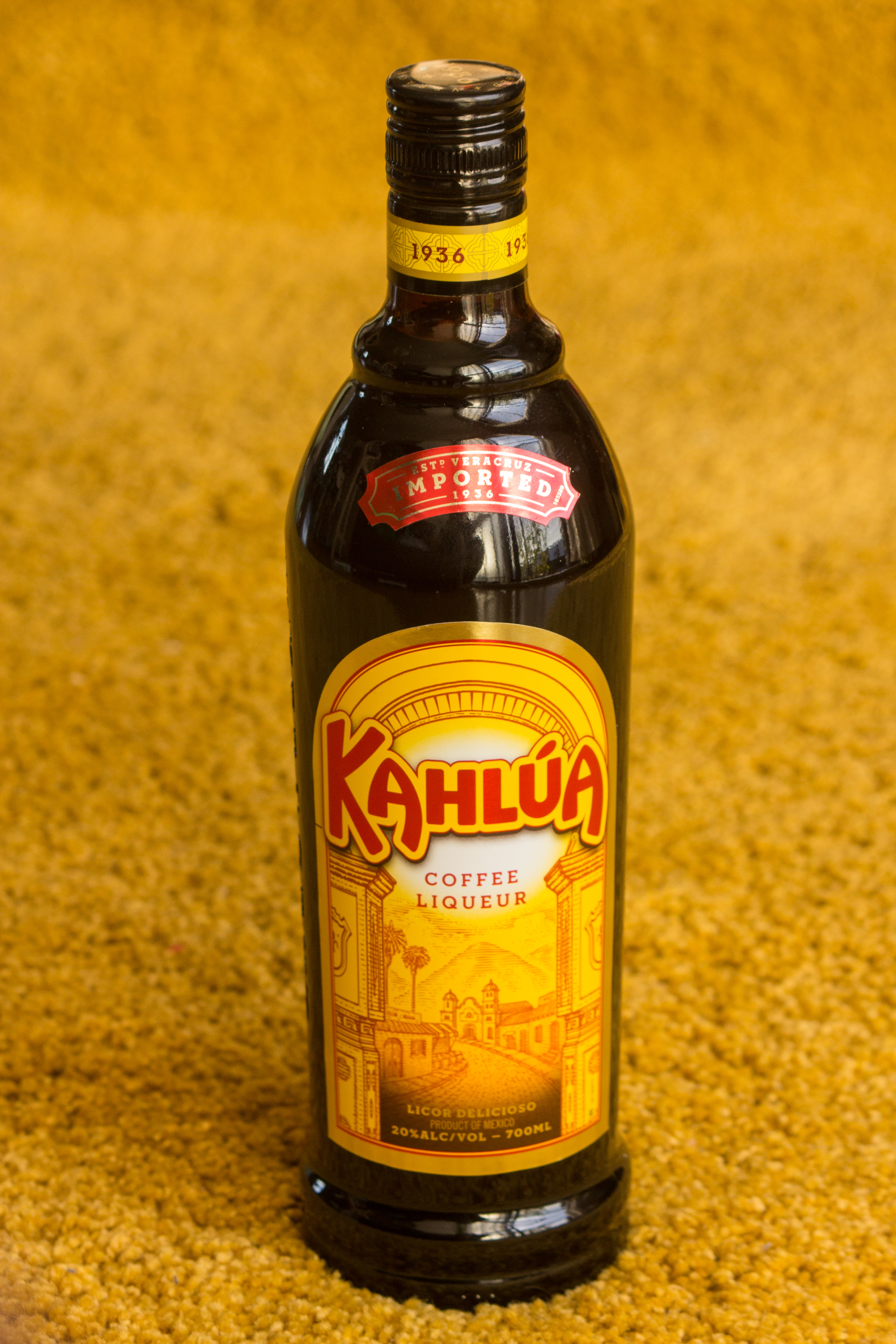

Kahlúa é uma marca de licor feito à base de café mexicano pertencente ao grupo Pernod Ricard, criada em 1936.
Produzido com rum de cana-de-açúcar e grãos de café arábica, é a base de alguns coquetéis, como o Espresso Martini, White Russian, Black Russian, Mudslide e Mind Eraser.
A produção do licor é um processo que pode levar até 7 anos. O café é cultivado à sombra, amadurecendo por cerca de 6 anos. Após a torra, os grãos são combinados com o rum na destilaria. 